# Monteagudo de las Salinas
Monteagudo de las Salinas è un comune spagnolo di 144 abitanti situato nella comunità autonoma di Castiglia-La Mancia.